# Anne-Marie Van Nuffel
Anne-Marie Van Nuffel (ur. 22 maja 1956 w Aalst) – belgijska lekkoatletka, biegaczka średniodystansowa, halowa wicemistrzyni Europy z 1980.

## Kariera
Odpadła w półfinale biegu na 800 metrów na mistrzostwach Europy juniorów w 1973 w Duisburgu, Również na mistrzostwach Europy w 1974 w Rzymie odpadła w półfinale tej konkurencji, zaś na halowych mistrzostwach Europy w 1975 w Katowicach w eliminacjach biegu na tym dystansie.
Na igrzyskach olimpijskich w 1976 w Montrealu Van Nuffel odpadła w eliminacjach biegu na 800 metrów i sztafety 4 × 400 metrów. Odpadła w eliminacjach biegu na 800 metrów na halowych mistrzostwach Europy w 1977 w San Sebastián, a na halowych mistrzostwach Europy w 1978 w Mediolanie zajęła 4. miejsce w tej konkurencji. Na mistrzostwach Europy w 1978 w Pradze odpadła w półfinale biegu na 800 metrów i eliminacjach sztafety 4 × 400 metrów. Zajęła 5. miejsce w biegu na 800 metrów na halowych mistrzostwach Europy w 1979 w Wiedniu.
Zdobyła srebrny medal w biegu na 800 metrów na halowych mistrzostwach Europy w 1980 w Sindelfingen, przegrywając jedynie z Jolantą Januchtą z Polski, a wyprzedzając Liz Barnes z Wielkiej Brytanii. Odpadła w półfinale tej konkurencji na igrzyskach olimpijskich w 1980 w Moskwie. Na halowych mistrzostwach Europy w 1981 w Grenoble zajęła 5. miejsce w tej konkurencji, a na halowych mistrzostwach Europy w 1983 w Budapeszcie 5. miejsce w biegu na 1500 metrów.
Van Nuffel była mistrzynią Belgii w biegu na 800 metrów w 1973, 1974, 1978, 1979 i 1982 oraz w biegu na 1500 metrów w latach 1978–1980.
Dziesięciokrotnie poprawiała rekord Belgii: w biegu na 800 metrów do wyniku 2:00,8 uzyskanego 30 sierpnia 1979 w Düsseldorfie, raz w biegu na 1500 metrów czasem 4:09,18 (5 sierpnia 1980 w Rzymie) i dwukrotnie w sztafecie 4 × 400 metrów do czasu 3:32,88 (30 lipca 1976 w Montrealu). Jest aktualną (kwiecień 2020) rekordzistką Belgii w biegu na 1000 metrów z rezultatem 2:36,8, uzyskanym 17 sierpnia 1979 w Berlinie.
Rekordy życiowe Van Nuffel:
- bieg na 800 metrów – 2:00,02 (24 lipca 1980, Moskwa)
- bieg na 1500 metrów – 4:09,18 (5 sierpnia 1980, Rzym)
- bieg na milę – 4:46,62 (16 września 1982, Rieti)